# 당률소의
《당률소의》(唐律疏義 또는 唐律疏議)는 중국 당(唐) 고종(高宗) 영휘(永徽) 3년(652년)에 편찬된 당률의 주석서이다. 영휘 4년(653년)에 반포되었다. 정식 명칭은 《영휘율소》(永徽律疏)로, 당률소의라는 이름은 후대의 통칭이다. 또한 송(宋), 원(元)대에는 《고당률소의》(故唐律疏義)라는 이름으로 불렸다.
위진남북조(魏晋南北朝) 이래의 율(律)을 집대성해 그것에 소(疏)라는 이름의 주석을 붙였으며, 그 내용에서 「소(疏)는 율의 뒤에 있고, 율은 소가 있음으로써 존재한다」(疏在律後，律以疏存)고 칭하고 있다. 고종의 조칙에서 「율에는 공식적인 주석이 없고, 해마다 치르는 과거의 기준도 정해진 것이 없다」(律学未有定疏，毎年所挙明法，遂無憑準)는 현상을 지적하고, 태위(太尉) 장손무기(長孫無忌), 사공(司空) 이적(李勣), 상서좌복야(尚書左僕射) 우지녕(于志寧), 형부상서(刑部尚書) 당림(唐臨), 대리경(大理卿) 단지현(段宝玄), 상서우승(尚書右丞) 유연객(劉燕客), 어사중승(御史中丞) 가민행(賈敏行) 등에게 명해 위금(衛禁), 직제(職制), 호혼(戸婚), 구거(廄庫), 단여(擅興), 적도(賊盜), 투송(鬥訟), 사위(詐偽), 잡률(雑律), 포망(捕亡)과 단옥(断獄)의 12편으로 나누어, 502조 항목이 든 영휘율(永徽律)을 편찬했다. 그 조문의 뒤에는 주석이 붙어 《영휘율소》라는 이름으로 이듬해 반포되었다.
중국뿐 아니라 동아시아 율령체제에 중요한 전적이 되었다. 한대(漢代)에 처음 시작된 「춘추결옥」(春秋決獄)이 정식으로 폐지되었다는 점에서도 의의가 있다.
《당률소의》는 당대에 별다른 개변이 없었고, 후대의 《대송형률총류》(大宋刑律統類), 《대명률》(大明律), 《대청률례》(大清律例) 등의 성립에 영향을 주었으며, 한국과 일본, 한국에도 전해져 율령 체제에 직접적 영향을 주었다.

## 같이 보기
- 당률